# L'Era, Espai de Recursos Agroecològics
L'Era, Espai de Recursos Agroecològics és una associació de recursos i de suport a la producció agrària ecològica i l'agroecologia. Aquesta entitat sense ànim de lucre, amb seu a la ciutat de Manresa (Bages), inicià els seus pasos l'any 1999 al constituir-se amb el nom d'Amics de l'Escola Agrària de Manresa. No fou fins a l'any 2006 que adoptà l'actual nom.
Pretén difondre, entre agricultors, tècnics i consumidors, els beneficis de l'agricultura ecològica; mantenir la cultura agrària i rural pròpia de la terra, fomentant sistemes de gestió adaptats al territori i preservant la biodiversitat agrícola autòctona; fomentar i divulgar estudis sobre el desenvolupament agrari i rural de forme sostenible promoguts per l'Escola Agrària de Manresa i estrènyer vincles entre totes les parts afectades.
El febrer de 2008 va rebre un premi de la Fundación Biodiversidad per la tasca feta amb la seva revista trimestral de divulgació sobre agroecologia, anomenada Agrocultura.
L'agost de 2008 fou guardonada amb el Premi Nacional de Cultura Popular per la Generalitat de Catalunya per «donar suport a la producció agrària i la ramaderia ecològica i difondre els plantejaments agroecològics, tant entre agricultors i tècnics, com entre consumidors i persones vinculades a la terra».